# The Betty Hutton Show
The Betty Hutton Show es una sitcom estadounidense que se estrenó en la CBS los jueves por la noche (8-8:30pm este) durante la temporada de 1959-1960. El show fue patrocinado por Post Cereals de General Foods, y fue producido por Desilu y Hutton Productions. 
La serie que originalmente se titulaba Goldie, recobraría su título original durante su redifusión.

## Sinopsis
Hutton interpreta a Goldie, una showgirl convertida en manicurista. Uno de los clientes regulares de Goldie es un millonario, Mr. Strickland (White). Después de que Mr. Strickland de repente muera, Goldie descubre que le ha dejado todo lo que poseía, incluyendo una fortuna de 60 millones de dólares y sus tres hijos, a ella.

## Elenco y personajes
| Actor        | Role             |
| ------------ | ---------------- |
| Betty Hutton | Goldie Appleby   |
| David White  | Mr. Strickland   |
| Gigi Perreau | Pat Strickland   |
| Peter Miles  | Nicky Strickland |
| Dennis Joel  | Roy Strickland   |
| Gavin Muir   | Hollister        |
| Norma Varden | Tía Louise       |
| Jean Carson  | Rosemary         |

## Aceptación y cancelación
Aunque Hutton fue una actriz muy popular, el show solamente duró treinta episodios antes de ser cancelado, principalmente por ser programado contra la popular serie de la ABC The Donna Reed Show. 

## Episodios
| Número de episodio | Título de episodio                | Fecha de emisión        |
| ------------------ | --------------------------------- | ----------------------- |
| 1-1                | "Goldie Crosses the Tracks"       | 1 de octubre de 1959    |
| 1-2                | "Goldie and the 400"              | 8 de octubre de 1959    |
| 1-3                | "Goldie Goes to a Dog Show"       | 15 de octubre de 1959   |
| 1-4                | "Goldie Knots the Old School Tie" | 22 de octubre de 1959   |
| 1-5                | "Who Killed Vaudeville?"          | 29 de octubre de 1959   |
| 1-6                | "Goldie Goes Broke"               | 5 de noviembre de 1959  |
| 1-7                | "Goldie's Playground"             | 12 de noviembre de 1959 |
| 1-8                | "Nicky's First Love"              | 19 de noviembre de 1959 |
| 1-9                | "Hollister's Mother"              | 26 de noviembre de 1959 |
| 1-10               | "Art for Goldie's Sake"           | 3 de diciembre de 1959  |
| 1-11               | "Jenny"                           | 17 de diciembre de 1959 |
| 1-12               | "The Christmas Story"             | 24 de diciembre de 1959 |
| 1-13               | "Goldie Goes to Court"            | 31 de diciembre de 1959 |
| 1-14               | "Love Comes to Goldie"            | 7 de enero de 1960      |
| 1-15               | "Goldie's Birthday Party"         | 14 de enero de 1960     |
| 1-16               | "Roy Runs Away"                   | 21 de enero de 1960     |
| 1-17               | "Rock 'n' Roll"                   | 28 de enero de 1960     |
| 1-18               | "Goldie and the Tycoon"           | 4 de febrero de 1960    |
| 1-19               | "Goldie Meets Betty Hutton"       | 11 de febrero de 1960   |
| 1-20               | "Rosemary's Romance"              | 18 de febrero de 1960   |
| 1-21               | "The Cold War"                    | 25 de febrero de 1960   |
| 1-22               | "Goldie Gets Amnesia"             | 3 de marzo de 1960      |
| 1-23               | "The Seaton Story"                | 10 de marzo de 1960     |
| 1-24               | "Goldie Meets Mike"               | 17 de marzo de 1960     |
| 1-25               | "Daddy Goldie"                    | 24 de marzo de 1960     |
| 1-26               | "Gullible Goldie"                 | 31 de marzo de 1960     |
| 1-27               | "The School Bully"                | 7 de abril de 1960      |
| 1-28               | "The Flashback Story"             | 14 de abril de 1960     |
| 1-29               | "Goldie Without Men"              | 28 de abril de 1960     |
| 1-30               | "Goldie on 'Face to Face'"        | 5 de mayo de 1960       |

## Lanzamiento en DVD
Cuatro episodios del show fueron lanzados en DVD por Alpha Video el 31 de julio de 2007. 